# Rote China-Birke

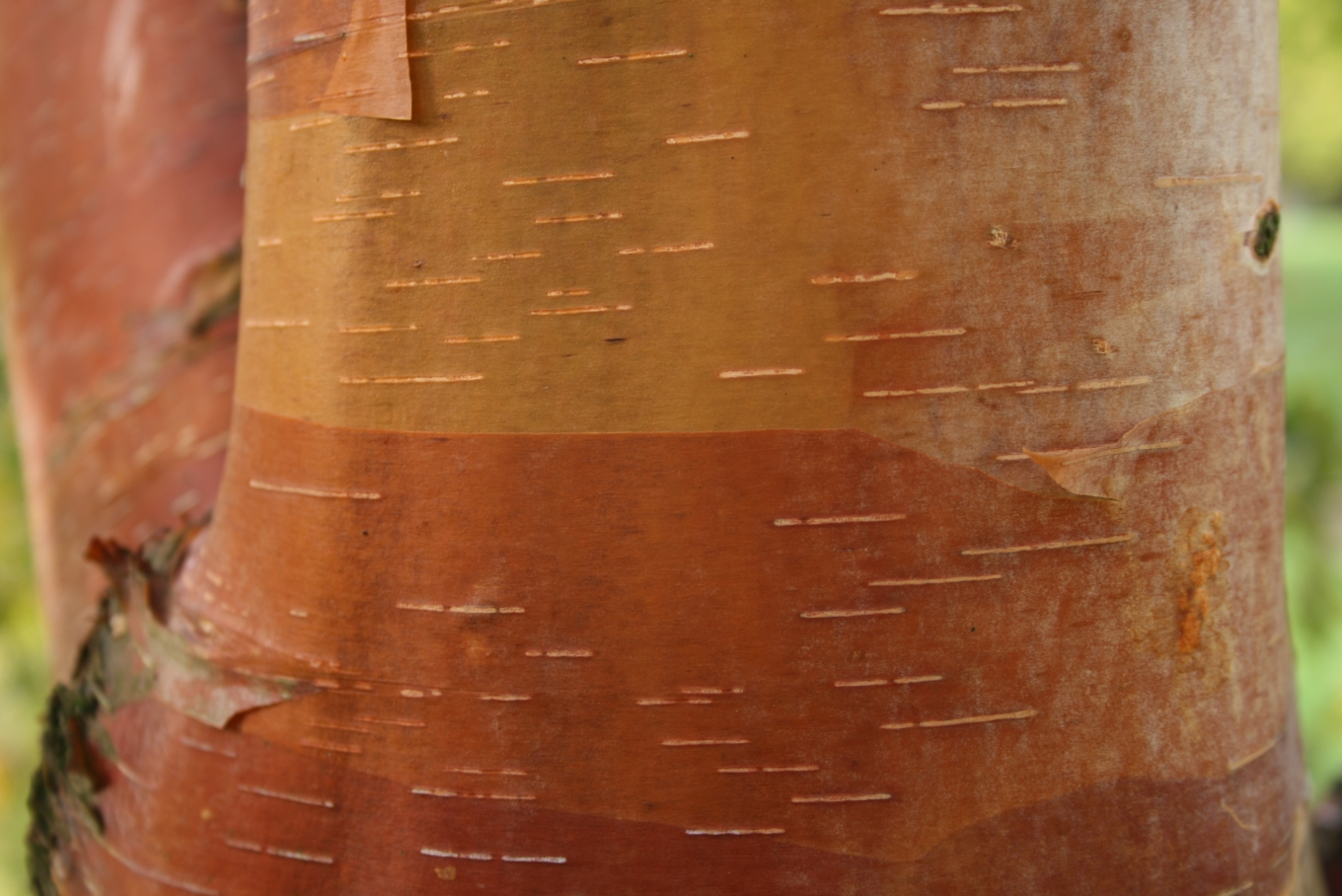
Rinde

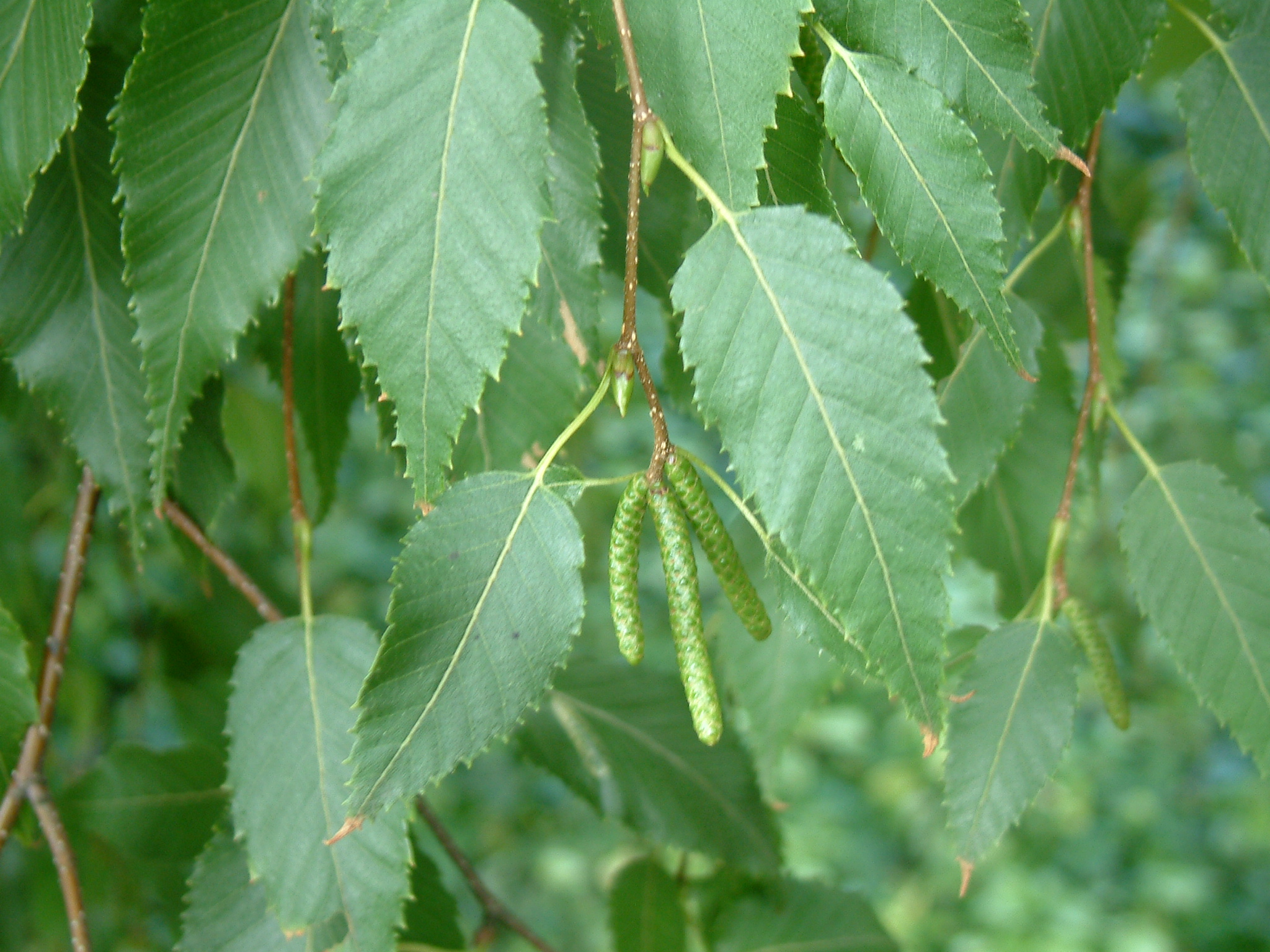
Zweig mit Blättern und Kätzchen

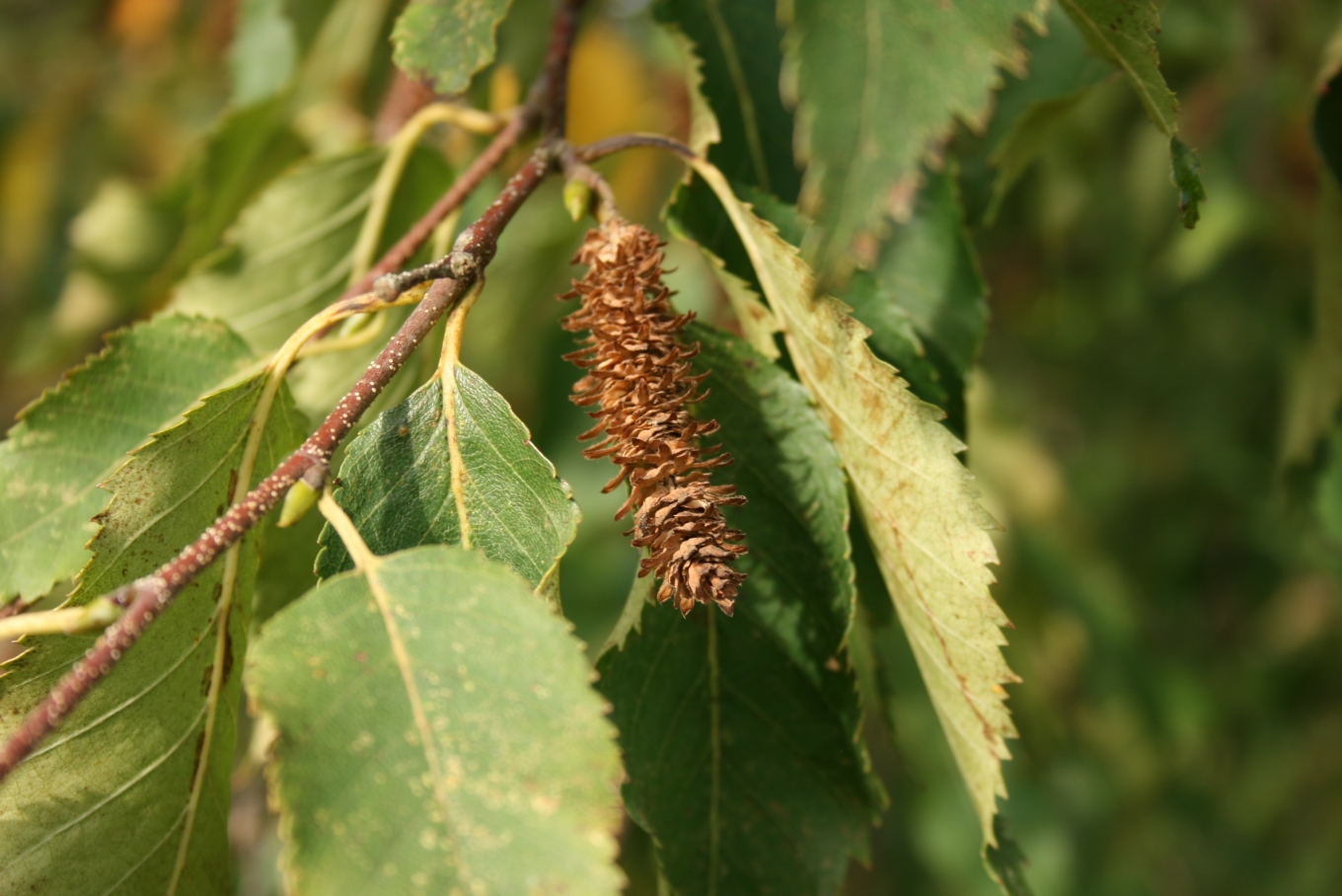
Reifes Kätzchen

Die Rote China-Birke (Betula albosinensis) oder Chinesische Birke ist ein kleiner Laubbaum aus der Gattung der Birken in der Familie der Birkengewächse (Betulaceae). Das Verbreitungsgebiet liegt in mehreren Provinzen von China.

## Beschreibung
Die Rote China-Birke ist ein 10 bis 20 m hoher Baum mit lockerer, breit kegelförmiger, unregelmäßiger Krone, weißlich rosa bis rotorangefärbiger, meist weiß bereifter und in großen, dünnen Fetzen abrollender Rinde. Die Triebe sind anfangs drüsig behaart, verkahlen jedoch später und werden braun. Die Blätter sind eiförmig bis länglich eiförmig, 3 bis 8 cm lang und 2 bis 5 cm breit mit meist abgerundeter Basis, lang zugespitztem Ende und unregelmäßig doppelt gesägtem Rand. Je Blatt werden 10 bis 14 Nervenpaare gebildet, die bei jungen Blättern auf der Blattunterseite behaart sind. Der Blattstiel ist 0,6 bis 2 cm lang, die Herbstfärbung ist gelb. Als weibliche Blütenstände werden meist einzeln (selten zu zweit und dreien) stehende, 2 bis 4 cm lange, zylindrisch-eiförmige, Kätzchen gebildet. Die Fruchtschuppen sind kahl, die Seitenlappen abstehend und viel kürzer als der Mittellappen. Die Früchte sind eiförmige, 2 bis 3 mm große Nüsschen mit häutigen Flügeln. Die Art blüht von Mai bis Juni, die Früchte reifen von Juli bis August.

## Verbreitung und Ökologie
Das Verbreitungsgebiet liegt in den chinesischen Provinzen Gansu, Hebei, Henan, Hubei, Ningxia, Qinghai, Shaanxi, Shanxi und Sichuan. Dort wächst sie in artenarmen Wäldern und Gehölzgruppen der gemäßigten Zone in Höhen von 1000 bis 3400 m ü. NN auf trockenen bis frischen, sauren bis schwach alkalischen, sandig-humosen Böden an sonnigen Standorten. Die Art ist frosthart.

## Systematik und Forschungsgeschichte
Die Rote China-Birke (Betula albosinensis) ist eine Art aus der Gattung der Birken (Betula) in der Familie der Birkengewächse (Betulaceae). Die Erstbeschreibung erfolgte 1899 durch Isaac Henry Burkill im Journal of the Linnean Society. Botany. London. Es werden zwei Varietäten unterschieden:
- Betula albosinensis var. sinensis
- Betula albosinensis var. septentrionalis mit höherem Wuchs, dunklerer und stumpferer Rinde, stärker drüsigen Jungtrieben, länglicheren Blättern und seidig behaarten Adern auf der Blattunterseite. Sie wird häufiger in Kultur verwendet als Betula albosinensis var. sinensis.[3]

## Verwendung
Das harte und dichte Holz mit dem rosafarbenen bis rötlichbraunen Kernholz wird für zahlreiche Zwecke genutzt. Die Art wird aufgrund der bemerkenswerten Herbstfärbung häufig als Zierbaum verwendet.

## Nachweise